# Enfärgad barksvartbagge
Enfärgad barksvartbagge (Corticeus unicolor) är en skalbaggsart som beskrevs av Mathias Piller och Ludwig Mitterpacher von Mitterburg 1783. Enfärgad barksvartbagge ingår i släktet Corticeus, och familjen svartbaggar. Arten är reproducerande i Sverige.

## Bildgalleri

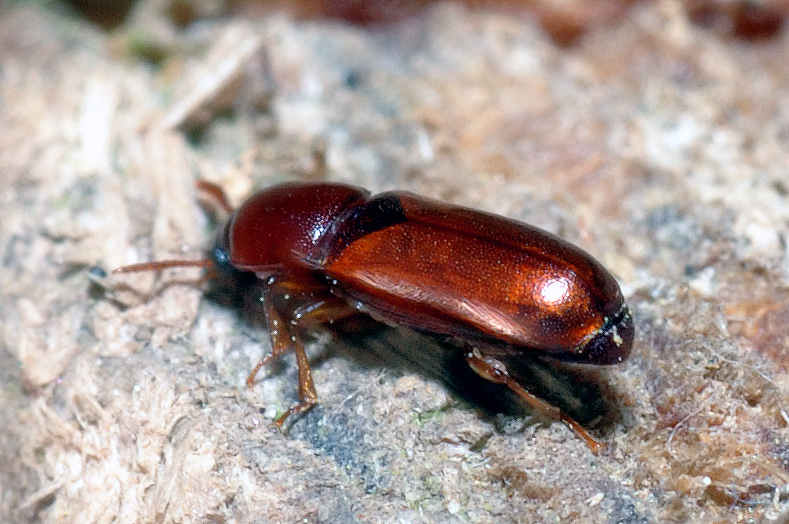
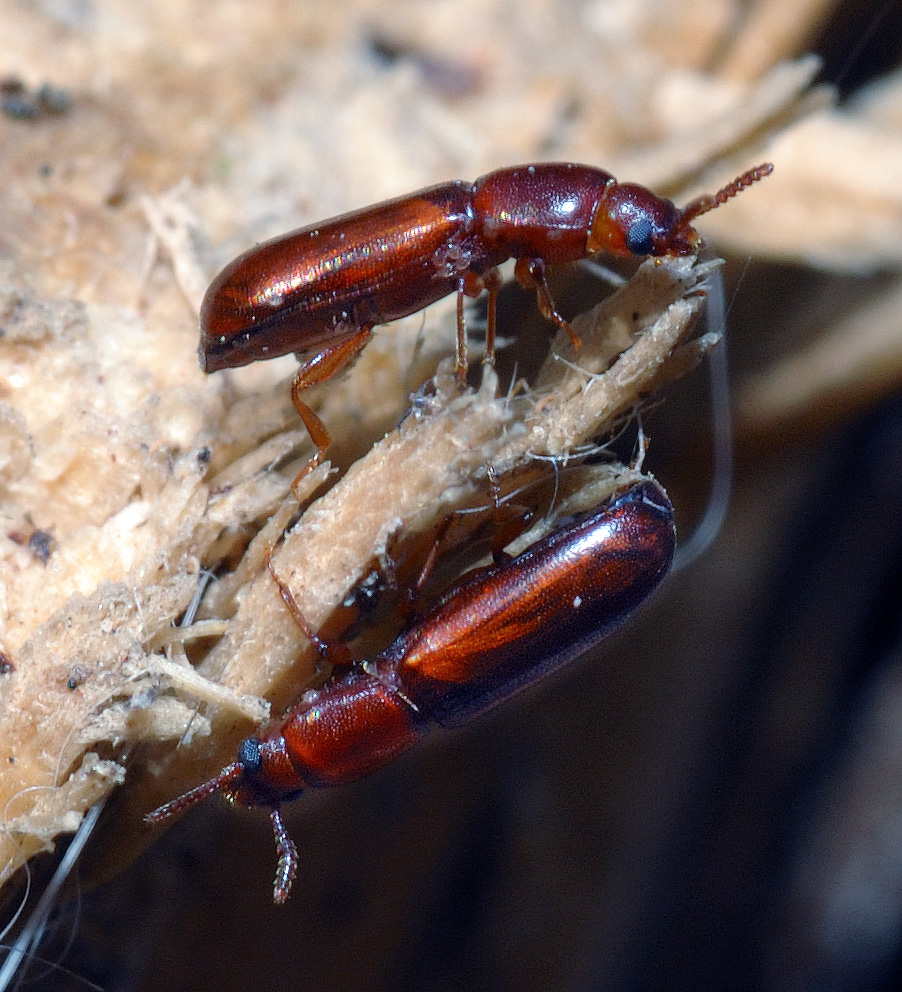
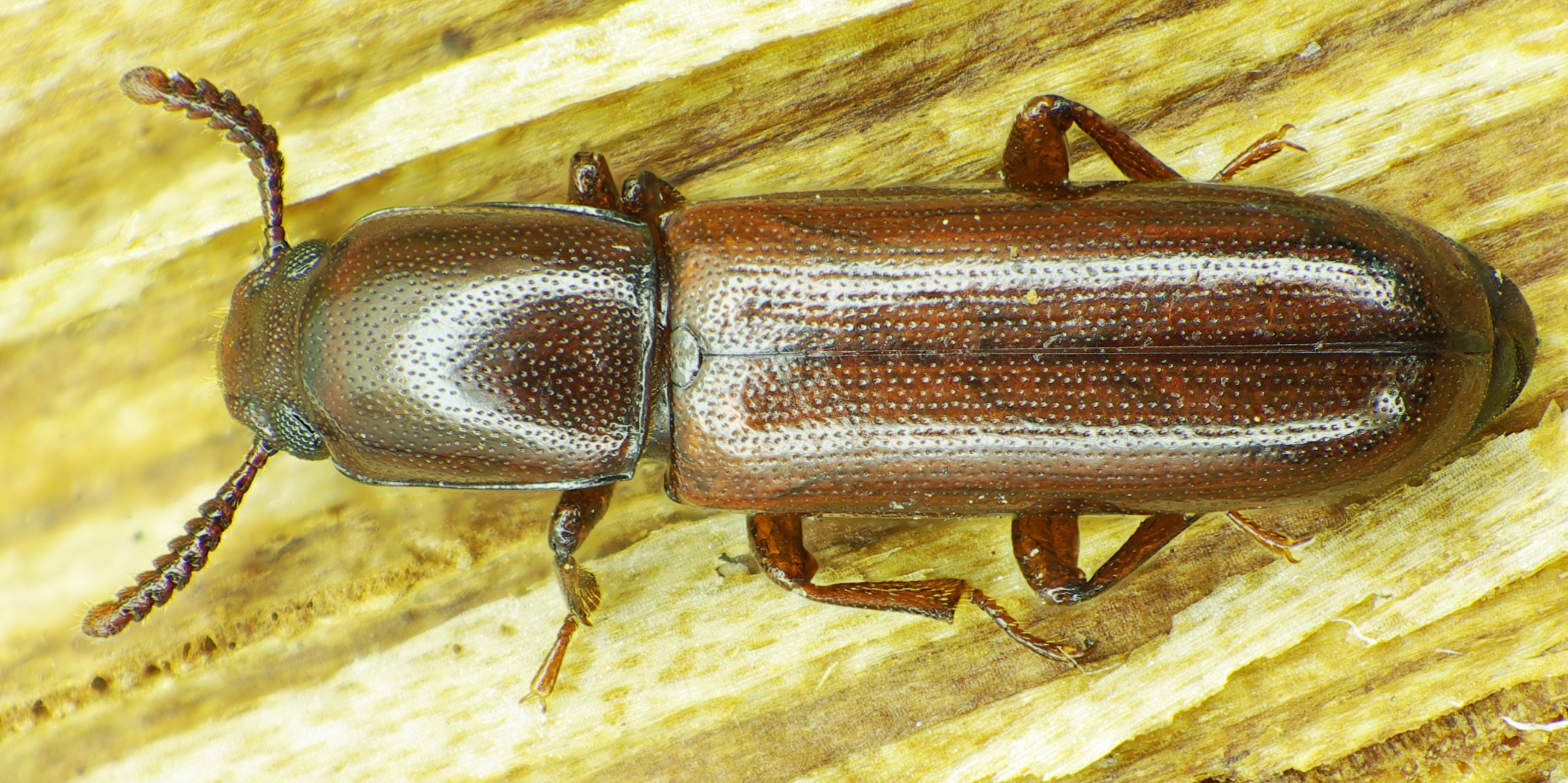
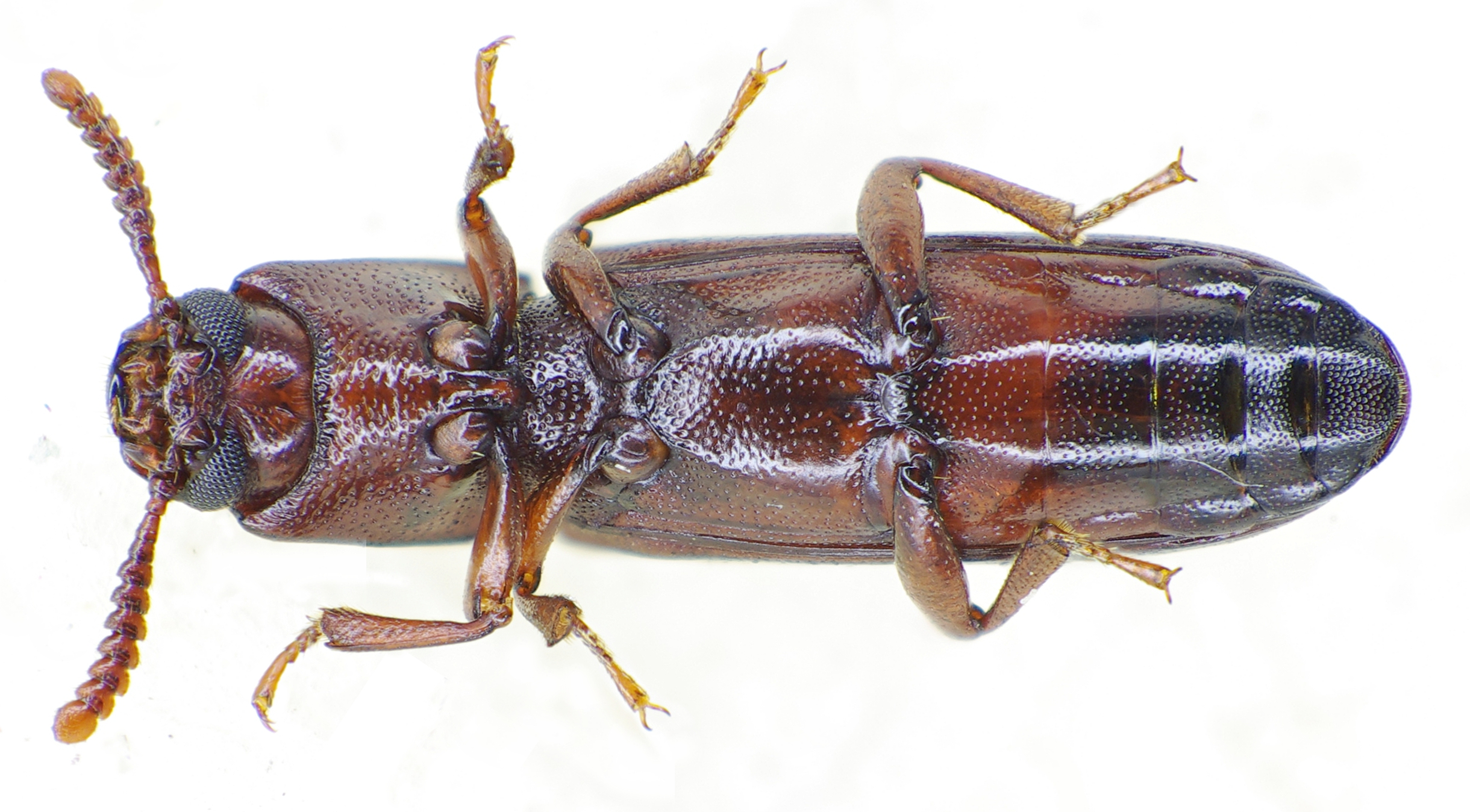
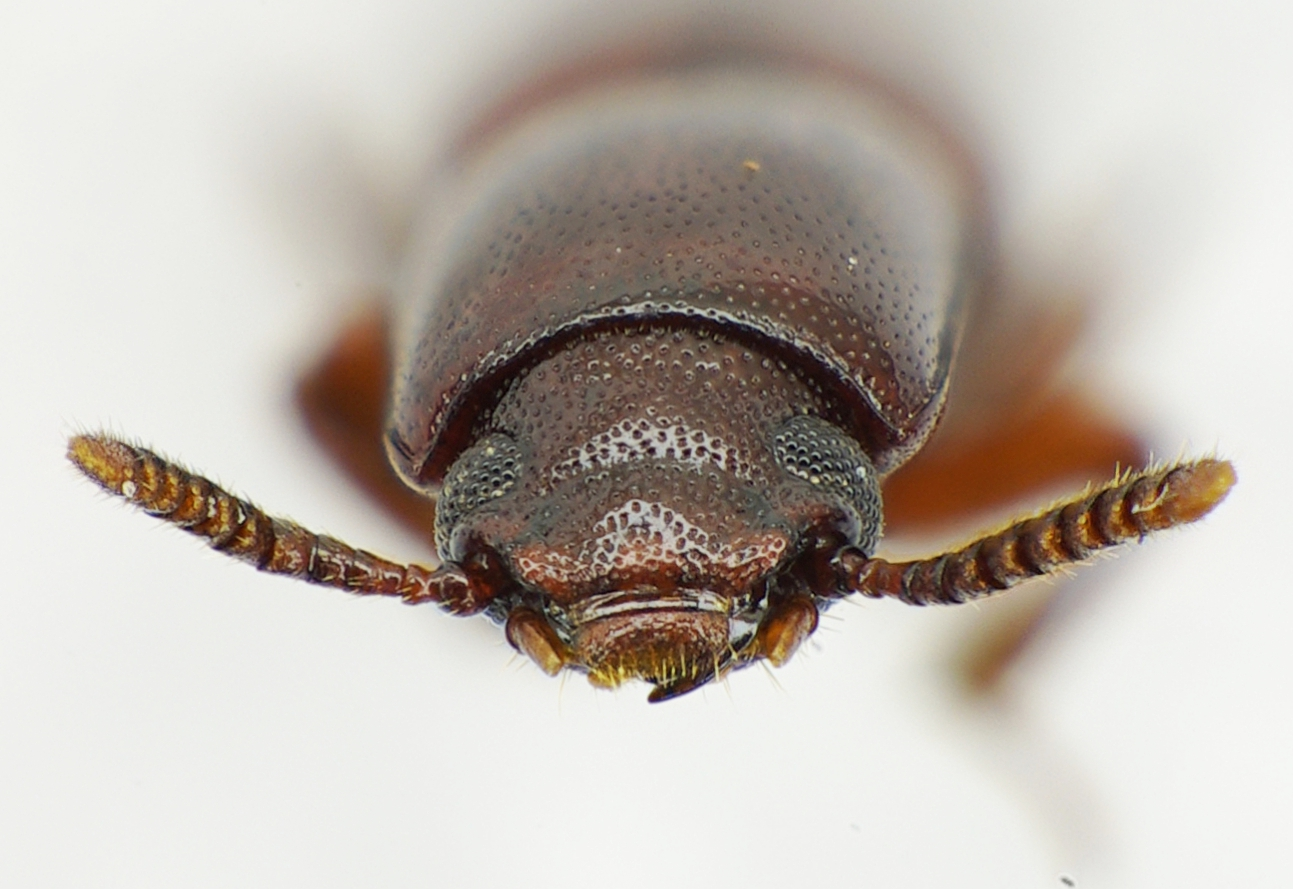